# الاحواف (العدين)

تعديل مصدري - تعديل

الاحواف محلة تابعة لقرية الحمراء، التابعة لعزلة بني عبد الله بمديرية العدين إحدى مديريات محافظة إب في الجمهورية اليمنية، بلغ تعداد سكانها 73 حسب تعداد اليمن لعام 2004.